# Виза
Ви́за (лат. visere — посещать, навещать или фр. visa — просмотреть, увидеть) — разрешительный документ, дающий право человеку на пересечение тех или иных границ. Как правило, под визой понимается фактическое разрешение иностранцу на въезд на территорию другого государства. Однако существуют также «выездные» визы, дающие право на выезд из страны.
Визы конкретной страны выдаёт, как правило, консульство или посольство страны в другой стране. Иногда этим вопросом могут также заниматься аккредитованные визовые центры. В СССР и России визы выдавали ОВИРы — отделы виз и регистрации (иностранцев).
Миграционный контроль, как правило, между странами, которые заключили между собой соглашение о безвизовом режиме, не отменяется. Контроль отсутствует только между странами, которые состоят в визовых союзах (например, Россия и Беларусь или страны Шенгенской зоны). Иммиграционный контроль во многих странах может запретить въезд обладателю действительной визы в случае нарушения им условий получения визы, нарушения законодательства страны, в которую он въезжает, или в случае, если есть сомнения в цели его поездки.
Граждане Европейского союза имеют право передвигаться внутри ЕС в безвизовом режиме. Граждане США, Израиля и Украины имеют право пересекать границы Шенгенской зоны и некоторых других стран без визы.
Граждане США имеют право безвизового посещения стран Шенгенской зоны на срок до трёх месяцев из каждых шести, с целью туризма, делового визита или транзита. При этом оставшийся срок действия паспорта гражданина США должен быть не менее трёх (а в отдельных странах ЕС — не менее шести) месяцев со дня предполагаемого окончания поездки в Европу.

## Общие сведения
Обычно виза выдаётся к паспорту, предназначенному для выезда за пределы страны гражданства, но в некоторых случаях её можно получить по другому документу, удостоверяющему личность. Как правило, визы являются наклейками, которые вклеиваются в паспорт заявителя, а также имеют машиночитаемые элементы, однако существуют и другие формы виз — вкладыши, марки, визовые штампы, отдельные документы и т.д. В частности, виза-вкладыш использовалась в СССР в связи с тем, что в ранний период его существования некоторые страны не допускали на свою территорию граждан, побывавших в СССР. Въезд лицам посетившим Израиль в некоторых арабских странах может быть ограничен, так же как при посещении Израиля после ОАЭ. Во избежание этой ситуации законы некоторых стран позволяют легально иметь на руках второй заграничный паспорт, а также не запрещает иметь камуфляжный паспорт. Впрочем, законодательство России также позволяет часто путешествующим россиянам иметь второй загранпаспорт в дополнение к первому лишь с тем ограничением, что вторым заграничным паспортом может быть только паспорт нового поколения, и срок его действия в соответствии с частью 2 статьи 10 Федерального закона от 15 августа 1996 года № 114-ФЗ «О порядке выезда из Российской Федерации и въезда в Российскую Федерацию» будет составлять 10 лет.
Разные страны имеют разные визовые режимы и классификацию виз. Большинство европейских стран-членов ЕС и их соседей используют категории виз, предусмотренные в Шенгенском соглашении. Срок действия визы может ограничиваться по времени или количеству посещений страны и различаются по кратности: однократная, двукратная и многократная.
За выдачу виз, кроме служебных и дипломатических, могут взиматься пошлины, установленные внутренним законом или международным договором.
Заявка на оформление визы в США подается в электронной форме DS-160.

## История
Первые упоминания о прообразе всех «проезжих» или «отпускных» документов и современных паспортов можно найти в Библии Неем. 2:7.
В средневековом Египте при Тулунидах, для того чтобы покинуть Египет, была введена «Выездная виза» — паспорт («джаваз»), в котором должны были быть отмечены даже отъезжающие рабы.
В 1200-х годах у покидающих Великий Новгород жителей уже были «проезжие грамоты», являвшиеся аналогом паспорта или дорожного паспорта, или загранпаспорта, поэтому это была как бы не совсем виза, а единственный документ, удостоверяющий личность вне места постоянного проживания, так как других не было. Позже такие же бумаги стали выдавать не только тем, кто покидал княжество, но и въезжавшим в него иностранцам.
Окончательно механизм выдачи «проезжих» или «отпускных» свидетельств закрепил свод судебных законов 1497 года. Формально такие грамоты могли выдаваться в том числе и холопам, но со временем круг тех, кто мог выписывать документы крепостным, существенно сузился.
Активное использование визового режима между странами началось в конце Первой мировой войны для ограничения миграции, поддержки безопасности страны, а также контроля за вражескими агентами. До этого виза в целом была формальностью — визы почти во всех странах мира выдавались в пограничных пунктах и носили просто характер регистрации иностранных граждан без реального ограничения въезда.
- Штамп российского консульства на американском удостоверении личности. 1917 г.
- Итальянская виза в польском паспорте для посещения итальянских колоний. 1930 г.
- Швейцарская виза в польском паспорте. 1931 г.
- Японская виза ок. 1940 г., выданная Тиунэ Сугихарой

## Типы виз
Каждая страна имеет свою классификацию виз, визовых категорий и визовых названий. Обобщённо типы виз можно разделить на две категории — иммиграционная виза и неиммиграционная виза.
Иммиграционная виза предоставляет иностранцу право жить и работать в стране постоянно. Неиммиграционная виза даёт право иностранцу на въезд и временное пребывание в стране с определённой целью. Неиммиграционная виза в США разрешает иностранцам, не имеющим намерения иммигрировать, въезд в страну на определённый срок, указанный в визе.

### Неиммиграционная виза
- Транзитная виза выдаётся на небольшой срок для проезда по территории страны, выдавшей визу, в третью страну[3].
- Туристическая виза, выдаётся ограниченной во времени поездке с туристической целью. Саудовская Аравия ввела туристические визы лишь в 2004 и приостановила выдачу в 2010, хотя она выдавала и до сих пор выдаёт паломнические визы для мусульман, осуществляющих хадж. В свою очередь туристические визы в Евросоюз подразделяются на: C1 — до 30 дней, С2 — от 31 до 90 дней, С3 — многократный въезд и пребывание до 90 дней (действует 1 год) С4 — то же, что и С3, только до 5 лет.
- Деловая виза, выдаётся для бизнесменов и лиц, посещающих страну для установления коммерческих отношений, ведения бизнеса, деловых встреч и соглашений.
- Рабочая виза, её назначение — трудоустройство в соответствующей стране. Обычно её сложнее получить, но срок действия такой визы может длиться дольше, чем другие виды виз. Например, в США — это визы L-1 (размер сбора за рассмотрение заявлений на получение визы — $ 190[10]) и  H-1B[11] (консульский сбор $ 190, и с ноября 2019 Служба гражданства и иммиграции США требует от работодателей оплату за регистрацию заявки — $ 10).
- Студенческая виза, например виза F-1[12] в США или виза Tier 4[13] в Великобритании, выдаётся лицам, которые приезжают в страну на учёбу.
- Дипломатическая виза, предоставляется владельцам дипломатических паспортов.
- Журналистская виза, которую требуют некоторые страны для осуществления профессиональной деятельности. Представляется Зимбабве, Ираном, Кубой, КНДР, Саудовской Аравией, США (I-visa).
- Электронная виза. Представление на эту визу осуществляется через Интернет, хранится в специальной базе данных и привязывается к номеру паспорта.

### Иммиграционная виза
- Иммиграционная виза выдаётся лицам, которые намерены иммигрировать в другую страну. Обычно выдаётся для однократного въезда, потому лицо-получатель этой визы впоследствии должен получить разрешение на постоянное проживание, которое в свою очередь не имеет уже ограничений по количеству въездов-выездов[3]. Иммиграционная виза в США — это специальное разрешение американских властей, дающее право переехать в США на постоянное место жительства.
- Виза для воссоединения семьи выдаётся членам семьи гражданина/постоянного жителя страны. Имеют право получить близкие члены семьи, такие как муж, жена, отец, мать, ребенок граждан ЕС, проживающих на территории Великобритании.
- Виза супруга (так называемая Spouse Visa). В Великобритании этот тип визы отличается от визы воссоединения семьи, и этот тип имеют право получить супруги граждан Великобритании, проживающих на территории Великобритании. Виза выдаётся на 1 месяц, в течение которого нужно переехать в Великобританию и лично получить вид на жительство (англ. Residence Permit), который выдаётся автоматически по прибытии на 2,5 года.
- Виза для заключения брака выдаётся на ограниченный период до запланированного заключения брака, выдача обосновывается доказательствами отношений с гражданином страны назначения. Например, так называемая fiancée visa (K-1) в США, действительна в течение 6 месяцев со дня выдачи[14].
- Инвестиционная виза выдаётся лицам, которые намерены инвестировать собственные средства в экономику страны. Соединенные Штаты Америки являются одной из немногих стран мира, в которой существует инвестиционная программа, так называемая EB-5 visa. Инвестиционная виза даёт возможность инвесторам и их семьям переехать в Америку на постоянное место жительства с последующим получением гражданства.
- Стартап-виза выдаётся членам команды стартапа.

- Виза США, выданная в Китае
- Образец китайской визы
- Образец вида на жительство в Англии
- Образец российской визы
- Виза Шенген на 2 года

## Выездные визы
В некоторых странах существовала (в некоторых и сохраняется) практика так называемых «выездных виз», которые являются разрешением не на въезд, а на выезд из страны. Фактически данная практика является ограничением свободной миграции и неоднократно критиковалась различными международными организациями.
С начала 30-х годов практика выездных виз начала активно применяться в СССР. После Второй мировой войны ограничения также появились во множестве стран социалистического лагеря. По сути, лишь единицы граждан Советского Союза имели свободную возможность выехать за рубеж, даже в страны соцлагеря. Помимо визового ограничения применялись также многие другие (например, финансовые). Для принятия решений о выдаче или невыдаче выездных виз в райкоме КПСС раз в месяц собиралась комиссия.
Особые выездные визы (зелёного цвета) выдавались лицам, выехавшим на постоянное проживание за границу, при этом данные лица часто лишались гражданства СССР. Сохранившим гражданство СССР предоставлялся юридический статус на основании Указа ВС СССР (Гр. Глава семьи, Гр. Член семьи, с 1976 года оформлялись документы о гражданском состоянии формы ДИЗ).
На постсоветском пространстве Узбекистан дольше всего сохранял практику выдачи выездных виз. Такую визу (официально — «стикер разрешительной записи») сроком действия 2 года надо было получать в специализированных подразделениях МВД всем гражданам страны, намеревавшимся выехать в другие государства (кроме некоторых республик бывшего СССР). ООН, тем не менее, неоднократно выступала с критикой сохранения подобной практики, так как выдача выездных виз может легко стать орудием в борьбе с оппозицией и диссидентами в стране: «неугодным» гражданам могут не выдать данные визы и подвергнуть их репрессиям. В августе 2017 года президент Узбекистана Шавкат Мирзиёев с 1 января 2019 года своим указом отменил «стикеры разрешительной записи» и ввел биометрические заграничные паспорта.
В 2018 г. Туркменистан ввел ограничение на выезд мужчин — сначала не достигших 30 лет, а затем — всех граждан, не достигших 40 лет, причем официально ограничения не оглашаются.
Из стран бывшего соцлагеря одной из последних пришла к необходимости отмены выездных виз Куба. Планы по отмене были озвучены в октябре 2012 года, отмена прошла 14 января 2013 года с некоторыми исключениями. Кроме того, по новым правилам кубинцы смогут провести за границей до 24 месяцев, не теряя гражданства. При этом, однако, кубинские власти оставили за собой право отказывать в выдаче паспорта в исключительных случаях: например, лицам, находящимся под уголовным преследованием или имеющим крупную задолженность, а также «по соображениям национальной безопасности».
В США в годы «маккартизма» существовала практика ограничения на выезд из страны лиц, обвинённых в «антиамериканской деятельности». Сегодня в США существуют ограничения на выезд в определённые страны. Например, туристические поездки на Кубу для граждан США носят существенные ограничения. Управление по контролю за иностранными активами Министерства финансов США отвечает за выдачу виз желающим посетить Кубу. В настоящее время американо-кубинские отношения идут на поправку. С сентября 2018 года США запретили собственным гражданам совершать туристические поездки в Северную Корею. Нарушителям грозит аннулирование загранпаспорта.
Наиболее закрытые государства мира продолжают сохранять практику выездных виз. В КНДР оформляют выездные визы собственным гражданам. В Иране в 2005 году еврей мог получить выездную визу только в случае, если у других членов семьи выездной визы нет. Существуют также ограничения в коммунистическом Непале. Там необходимо получение выездной визы в случае, если человек выезжает на работу в другую страну. Эти разрешения выдаёт министерство труда. с также обязаны получать выездные визы, однако их также выдают без особых сложностей и сразу сроком на 5 лет. Существуют особые[какие?] ограничения на выезд и в Сингапуре. В Китае для посещения Гонконга и Макао требуется специальное разрешение для граждан самого Китая, что тоже во многом напоминает практику выездных виз.
Более оригинальные ограничения существуют на Филиппинах. Выезд из страны не ограничен, однако существует специальный выездной налог, который человек оплачивает, покидая пределы своего государства. Аналогичная практика существует и в Турции, где граждане, не имеющие второго гражданства или вида на жительство, обязаны оплатить налог на выезд за границу (за исключением экипажа любого вида транспорта и детей до 7 лет).
В Саудовской Аравии и Катаре, наоборот, существуют ограничения для иностранных работников, которым требуется получение выездной визы. Так, работник по окончании действия первой выездной визы должен получить от работодателя документ о полном отсутствии претензий со стороны последнего. Данным документом подтверждается, что в услугах конкретного работника компания более не нуждается. В случае если претензии есть, то они могут рассматриваться в судебном порядке, а работнику временно запрещается выезд из страны.
В России сохраняется до сих пор практика выездных виз, но только для иностранных граждан, просрочивших срок пребывания в стране по уважительной причине, а также для временно проживающих иностранных граждан (так как Разрешение на временное проживание не даёт права пересечения границ РФ: визовому иностранцу, только что переехавшему жить в Россию, необходимо оформлять визу временно проживающего лица, так как без неё он выехать из России, а потом повторно въехать — не сможет). Такие документы во всём мире выдаются органами внутренних дел. Похожая практика также существует в Чехии.
Практика выездных виз по всему миру практически ушла в прошлое. Все страны мира, за исключением КНДР, не используют какие-либо жёсткие механизмы для запрета выезда своим гражданам за границу (в КНДР вопросы зачастую решаются коррупционным путём). В то же время любое государство оставляет за собой право отказать человеку в выдаче загранпаспорта или в выезде за рубеж по каким-либо другим причинам (долгам, судебным решениям, следствию, государственным интересам).
- Советская выездная виза первого рода (разрешающая временный выезд за границу)
- Советская выездная виза второго рода (разрешающая покинуть СССР навсегда)
- 10-дневная выездная виза ГДР для посещения ФРГ. 1988 год.
- Выездная виза ГДР, после падения Берлинской стены

## Выдача виз
Визу выдают консульские учреждения соответствующей страны (или группы стран) за границей (иногда — прямо на границе при въезде).
Визовый режим считается эффективным инструментом миграционной политики, однако в настоящее время он в основном применяется и для достижения политических целей, таких как экономическое давление на недружественные страны или предоставление политического убежища для определенных категорий людей. Тем не менее, глобализация с резким увеличением числа заграничных поездок сделала крайне затруднительной проверку всех въезжающих лиц, даже с учётом предварительной процедуры получения виз.

## Оформление визы в страны-участникиШенгенского соглашения
Оформление виз для въезда в страны участники Шенгенского соглашения осуществляется в соответствии с общей консульской инструкцией.

## Безвизовый режим
Безвизовый режим может устанавливаться как в одностороннем порядке (например, Украиной для граждан экономически развитых государств), так и в порядке взаимности (по двустороннему или многостороннему соглашению, например, Шенгенская зона). При этом возможно ограничение по типам паспортов (например безвизовый режим для обладателей дипломатических паспортов).
Ежегодно международная консалтинговая компания Henley & Partners совместно с Международной ассоциацией воздушного транспорта (IATA) публикует Индекс визовых ограничений, который ранжирует страны по безвизовому доступу их граждан в другие страны.

## Визовые ограничения

### Наличие визы государства «А» может влечь отказ во въезде в государство «Б»
Лица, у которых в паспорте есть виза Израиля (использованная или нет), не могут въехать на территорию 7 государств (Афганистан, Иран, Кувейт, Ливан, Ливия, Йемен, Сирия) даже при наличии действительной визы данной мусульманской страны. В некоторых арабских странах въездная виза аннулируется, если в паспорте будет обнаружена отметка о пересечении границы в Египте или Иордании (эти страны имеют с Израилем общую границу и действующие пункты пропуска) даже при отсутствии визы Израиля.
Виза в Грузию аннулируется, если лицо ранее посещало Абхазию или Южную Осетию, въезжая на их территорию иным способом, чем с территории Зугдидского и Горийского муниципалитетов Грузии соответственно и имеет об этом отметки абхазских или южноосетинских пограничников.
Тем не менее, граждане России могут посещать Абхазию по внутреннему российскому паспорту.
Лица, которые побывали на территории Нагорного Карабаха без разрешения азербайджанской стороны, будут лишены права посетить Азербайджан.
Лицам, въехавшим на неподконтрольные территории Украины не через территорию Украины, может быть отказано во въезде на Украину.

### Персона нон грата
Правительство страны может объявить дипломата персоной нон грата, запретив ему въезд в страну или выслав его, если он уже въехал. В не дипломатических целях власти страны могут также объявить иностранца персоной нон грата постоянно или временно, как правило, из-за незаконной деятельности.

### Судимость
Некоторые страны, включая Австралию, Канаду, Фиджи, Новую Зеландию и США, обычно отказывают во въезде негражданам, имеющим судимости, в то время как другие вводят ограничения в зависимости от типа осуждения и срока наказания.